# Toyota Etios
Toyota Etios — субкомпактный автомобиль, выпускавшийся японской компанией Toyota Motor Corporation с 2010 по 2023 год. Седан выпускался с декабря 2010 года, а хетчбэк — с июня 2011 года. Модель выпущена на платформе EFC.
До апреля 2020 года Etios выпускался в Индии. С марта 2013 по октябрь 2017 года автомобили делали в Индонезии, а с сентября 2012 по август 2023 года — в Бразилии. В разное время Toyota Etios экспортировался в ЮАР и Латинскую Америку.
Название Etios произошло от греческого слова «ethos», что означает дух, характер и идеалы.

## Описание
Toyota Etios впервые был представлен на выставке Auto Expo в Нью-Дели. На этапе разработки автомобиль получил индекс EFC.
Изначально Etios планировалось выпускать на платформе Toyota Yaris, но вместо этого автомобиль стал собираться на платформе EFC, которая является производной от NBC. Конкурентом являлся Renault Logan. Всего было инвестировано 350 миллионов долларов, а производственная мощность составляла около 100000 автомобилей.
Автомобиль модернизировался в марте 2013 года, ноябре 2014 года и сентябре 2016 года. Изменения касались интерьера, передней части и задних фонарей.
Из-за введения стандарта Bharat Stage 6 производство автомобилей Toyota Etios в Индии было остановлено. По состоянию на март 2021 года, в Бразилии было произведено 620000 автомобилей, а в апреле 2021 года производство было остановлено. До августа 2023 года автомобиль поставлялся на экспортные рынки.

## Etios Cross
Etios Cross являлся кроссовером на базе Toyota Etios, выпущенным в 2014 году.

## Двигатели

### Бензиновые (Индия)
| Модель       | Объём    | Мощность                           | Крутящий момент          | Разгон     | Максимальная скорость | Трансмиссия  | Расход топлива | Октановое число [(R+M)/2] |
| ------------ | -------- | ---------------------------------- | ------------------------ | ---------- | --------------------- | ------------ | -------------- | ------------------------- |
| 1.2 L 3NR-FE | 1197 см3 | 59 кВт (80 л. с.) при 5,600 об/мин | 104 Н⋅м при 3,100 об/мин | 14.08 сек. | 180 км/ч (112 миль/ч) | 5-скор. МКПП | 17,71 км/л     | 91 или выше               |
| 1.5 L 2NR-FE | 1496 см3 | 66 кВт (90 л. с.) при 5,600 об/мин | 132 Н⋅м при 3,000 об/мин | 10.6 сек.  | 180 км/ч (112 миль/ч) | 5-скор. МКПП | 16,7 км/л      | 87 или выше               |

### Дизельные (Индия)
| Модель       | Объём    | Мощность                           | Крутящий момент                | Разгон     | Максимальная скорость | Трансмиссия  | Расход топлива | Октановое число |
| ------------ | -------- | ---------------------------------- | ------------------------------ | ---------- | --------------------- | ------------ | -------------- | --------------- |
| 1.4 L 1ND-TV | 1364 см3 | 50 кВт (67 л. с.) при 3,800 об/мин | 170 Н⋅м при 1,800—2,400 об/мин | 13.94 сек. | 170 км/ч (106 миль/ч) | 5-скор. МКПП | 23,59 км/л     | 50 или выше     |

## Etios R5
Etios R5 является раллийным автомобилем, выпущенным в Парагвае в 2016 году.

## Галерея
- 2015 Etios Valco 1.2 (NGK10)
- 2014 Etios Valco 1.2 G (NGK10)
- 2013 Etios Valco 1.2 G (NGK10)
- Седан, вид спереди
- Седан, вид сзади
- Рестайлинг передней части
- Такси в Индонезии

## Продажи
| Год  | Индия  | Бразилия | Аргентина | Индонезия† | Южная Африка |
| ---- | ------ | -------- | --------- | ---------- | ------------ |
| 2011 | 63,573 |          |           |            |              |
| 2012 | 73,831 | 6,972    |           |            |              |
| 2013 | 59,982 | 62,040   | 3,332     | 12,747     |              |
| 2014 | 48,742 | 66,420   | 20,135    | 10,041     |              |
| 2015 | 54,650 | 60,941   | 20,858    | 5,633      | 16,270       |
| 2016 | 46,393 | 67,769   | 23,898    | 3,444      | 12,768       |
| 2017 | 37,633 | 73,387   | 32,522    | 665        | 14,686       |
| 2018 | 36,998 | 49,058   | 32,008    |            | 10,410       |
| 2019 | 26,319 | 32,268   | 15,736    |            |              |
| 2020 |        | 14,007   | 9,947     |            |              |
| 2021 |        | 2,811    | 14,058    |            |              |
| 2022 |        |          | 17,639    |            |              |

† Не включая импортный седан под видом такси